# Anja Daems
Anja Daems (Geel, 26 mei 1968) is een Belgische radio- en televisiepresentatrice.
Daems studeerde  toegepaste communicatie aan het PHITC en  "voordracht en welsprekendheid" aan het conservatorium in Antwerpen.

## Carrière
Tijdens haar laatste studiejaar ging ze als reporter aan de slag bij Radio 2. Later presenteerde ze op Radio 2 onder andere Koffers en co en Soes. Enkele jaren was ze de presentator bij de televisiezender Eén van onder andere de programma's Open op zondag, Herexamen en De Notenclub. In 1999 nam ze kort afscheid van de radio.
Van 14 oktober 2007 tot 1 juli 2022 presenteerde ze op Radio 2 samen met Cathérine Vandoorne en Siska Schoeters (voorheen Britt Van Marsenille, Leki en Ilse Van Hoecke) De Madammen (ook te volgen op Eén).
Sinds het najaar van 2021 presenteert ze elke werkdag het muziekprogramma Radio2 Hitmix en op zondagmiddag de Radio2 top2000 kwis. Vanaf mei 2024 wisselt ze dat laatste programma in voor Als de muren konden praten, een interviewprogramma bij bekende Vlamingen thuis op zondagvoormiddag.

## Televisie
- Zot van Vlaanderen (2011-2012) - als zichzelf
- De Klas van Frieda (2010) - als kandidate
- Radio 2 Zomerhit (2001-2010) - als presentatrice met David Van Ooteghem (2001-2003), Herbert Verhaeghe (2004-2008), Ilse Van Hoecke en Cathérine Vandoorne (2009-2010)
- Brussel Nieuwsstraat (2002)
- Eurovisiesongfestival (2000-2001, 2003, 2005, 2007, 2009) - als voice-over met André Vermeulen
- Vergeten straat (1999)
- Eurosong (1999) - als jurylid
- Vlaanderen Vakantieland (1990) - als reporter
- Herexamen
- De Notenclub

## Privéleven
Daems woont samen met haar partner en is moeder van een dochter.
Huidig (anno 2022):
Luc Appermont · Cara Cobbaert · Anja Daems · Sandra Deakin · Karolien Debecker · Kim Debrie · Peter De Groot · Lars De Groote · Guy De Pré · Chris Dusauchoit · Dirk Ghijs · Peter Hermans · Wouter Landuyt · Filip Ledaine · Daan Masset · Caren Meynen · Sven Pichal · Marc Pinte · Harald Scheerlinck · Siska Schoeters · Benjamien Schollaert · Showbizz Bart · Sharon Slegers · Jo Van Damme · Niels Vandeloo · Sonny Vanderheyden · Cathérine Vandoorne · Christel Van Dyck · Ruben Van Gucht · Iris Van Hoof · Vanessa Vanhove · Britt Van Marsenille · David Van Ooteghem · Peter Verhulst · Dirk Vlaeyen · Pascal Vranckx · Albrecht Wauters
Voormalig:
Luk Alloo · Johan Anthierens · Nand Baert · Erik Baeyens · Wim Bary · Jos Baudewijn · Flor Berckenbosch · Marcel Beerten · Wilfried Bertels · Marc Brillouet · Els Broeckmans · Fred Brouwers · Edwin Brys · Ro Burms · Walter Capiau · Annemie Coppieters · Harry Creemers · Karel Daerden · Christoff · Conny De Boos · Hein Decaluwé · Jessie De Caluwe · Jo met de Banjo · Gust De Coster · Martin De Jonghe · Paula De Meulder · Els De Vuyst · Frank Dingenen · Michel Follet · Jacky Geerts · Jos Ghysen · Margriet Hermans · Irene Houben · Michel Ilsen · Rita Jaenen · Chris Jonckers · Tante Kaat · Luk de Laat · Jo Leemans · Leki · Kathy Lindekens · Kris Luyten · Micha Marah · Betty Mellaerts · Kaat Mendonck · Freek Neirynck · Line Ooms · Sven Ornelis · Katrien Palmers · Gerard Pollet · Julien Put · Hugo Raspoet · Niko Reynaert · Luk Saffloer · Karel Segers · Lennart Segers · Lutgart Simoens · Rudi Sinia · Dirk Somers · Dré Steemans · Jan Theys · Gene Thomas · Wiet Van Broeckhoven · Marc Van den Hoof · Dieter Vandepitte · Karin Van den Berghe · Thomas Van der Spiegel · Kurt Van Eeghem · Wim Van Gansbeke · Els Van Herzeele · Ilse Van Hoecke · Bert Van Molle · Jan Van Rompaey · Paula Van Wilder · Louis Verbeeck · Karel Vereertbruggen · Herwig Verhovert · Luc Verschueren · Johan Verstreken · Tom Vossen · Eddy Wally · Niels William · Edwin Ysebaert · Zaki